# Remigius van Straatsburg
Remigius van Straatsburg (ook Remedius of Remi) († 783) was een Franse bisschop. 
Hij was een zoon van Hugo van de Elzas en een volle neef van de heilige Odilia van Hohenburg († ca 720; feest 13 december). Hij kreeg zijn opvoeding te Munster vlak bij Colmar. Daar werd hij monnik en ten slotte koos men hem er tot abt. In 776 werd hij benoemd tot bisschop van het naburige Straatsburg
Zijn feestdag is op 20 maart.
- Gemeinsame Normdatei: 13909623X
- Virtual International Authority File: 100405125